# Ameira parascotti
Ameira parascotti is een eenoogkreeftjessoort uit de familie van de Ameiridae. De wetenschappelijke naam van de soort is voor het eerst geldig gepubliceerd in 1977 door Chislenko.